# Playback (映画)
『Playback』（プレイバック）は、三宅唱監督による2012年の日本映画である。

## ストーリー
俳優のハジ（村上淳）は、仕事も私生活も順調ではない。ある日、ユウジ（山本浩司）の結婚式に出席するため、ボン（三浦誠己）の運転する車で故郷へ向かう。居眠りした彼が目覚めると、大人の姿のまま、高校時代に戻っていた。

## キャスト
- 村上淳
- 渋川清彦
- 三浦誠己
- 河井青葉
- 山本浩司
- テイ龍進
- 汐見ゆかり
- 小林ユウキチ
- 渡辺真起子
- 菅田俊

## 評価
『映画芸術』誌の2012年日本映画ベストテン第3位に選ばれた。第22回日本映画プロフェッショナル大賞は三宅唱に新人監督賞を与えた。映画批評家の藤井仁子には「必見の一作」と評価された。